# Parelaptus viossati
Parelaptus viossati là một loài bọ cánh cứng trong họ Cerambycidae.